# Séminaire de Paris
Le séminaire diocésain de Paris est l'institut de formation des prêtres catholiques de l'archidiocèse de Paris.
Il a été fondé en 1985 sous l'impulsion de Jean-Marie Lustiger.
Il regroupe six maisons de formation localisées dans la capitale : Saint-Augustin, lieu de l'année de propédeutique (catholicisme) Saint-Séverin, Saint-Denys, Saint-Roch, Saint-Bernard et Saint-Germain.
Son recteur actuel est le père Paul Quinson.

## Les recteurs du séminaire
| Années    | Nom                |
| --------- | ------------------ |
| 2006-2012 | Michel Gueguen     |
| 2012-2019 | Stéphane Duteurtre |
| 2019-2023 | Olivier de Cagny   |
| 2023-...  | Paul Quinson       |